# Melanozosteria nitida
Melanozosteria nitida är en kackerlacksart som först beskrevs av Brunner von Wattenwyl 1865.  Melanozosteria nitida ingår i släktet Melanozosteria och familjen storkackerlackor. Inga underarter finns listade i Catalogue of Life.